# Rodhocetus
Rodhocetus — вимерлий рід ранніх китів, відомий з лютету Пакистану. Це найвідоміший представник родини Protocetidae, відомий за двома частковими скелетами, які разом дають повне зображення еоценового кита. Rodhocetus мав короткі кінцівки, ймовірно перетинчасті. Це один з кількох вимерлих родів китів, які володіють характеристиками наземних ссавців, таким чином демонструючи еволюційний перехід від суші до моря. Спосіб життя цих істот ймовірно був схожим на спосіб життя моржів або морських левів.

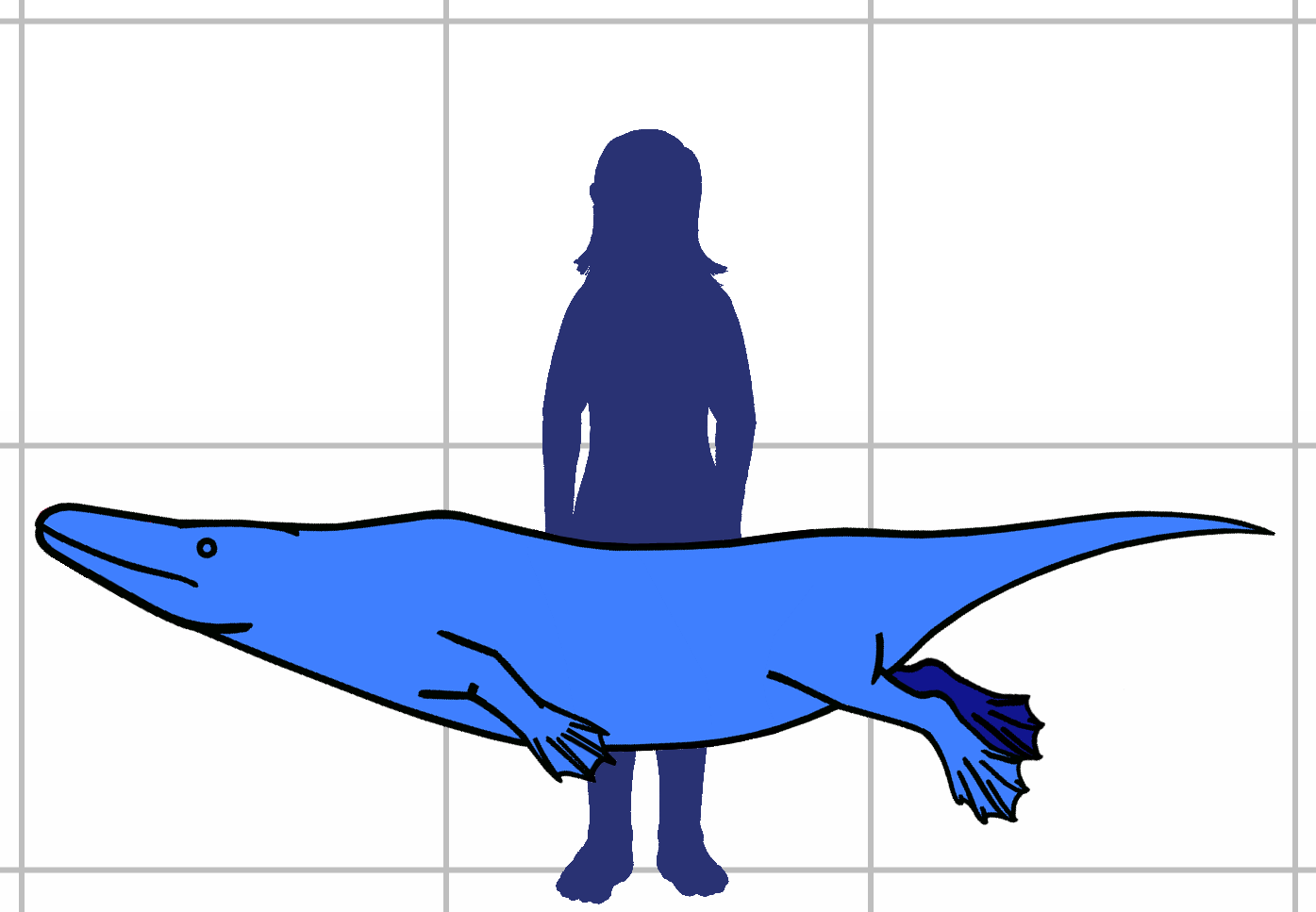
Порівняння Rodhocetus з людиною

Розрахункова маса тіла в R. balochistanensis — 450, а в R. kasrani — 590 кг.